# Langsam unregelmäßig veränderlicher Stern
Langsam unregelmäßig veränderliche Sterne sind Riesen oder Überriesen mit mittlerem bis spätem Spektraltyp und zeigen in Abgrenzung zu halbregelmäßigen veränderlichen Sternen keine oder nur geringe Anzeichen periodischer Lichtwechsel.

## Definition
Diese Sternklasse ist definiert als veränderliche Sterne, in deren Lichtwechsel keine bis bestenfalls geringe Anzeichen einer Periodizität beobachtet werden. Die Sterne sind dieser Gruppe häufig nur vorläufig zugeordnet, da das Beobachtungsmaterial nur einen kurzen Zeitraum überdeckt und/oder nur verhältnismäßig wenige Beobachtungen gemacht worden sind und sich deshalb eine große Streuung der Daten ergibt. Bei langfristiger Untersuchung des Lichtwechsels würden die Sterne deshalb möglicherweise den halbregelmäßig veränderlichen Sternen zugeordnet.
Neben den Lichtkurven unterscheiden sich diese beiden Klassen veränderlicher Sterne auch nicht systemisch in anderen Eigenschaften.

## Untergruppen
Es gibt zwei Untergruppen der unregelmäßig veränderlichen Sterne:
- Lb: Langsam unregelmäßige Sterne späten Spektraltyps (K, M, C, S), wobei es sich meistens um rote Riesen handelt. Diese Untergruppe wird im General Catalogue of Variable Stars auch roten veränderlichen Sternen zugeschrieben, deren Spektraltyp und Lichtwechsel nicht bekannt ist.
- Lc: Unregelmäßiger Lichtwechsel später Überriesen mit einer Amplitude von über 1 mag in V. Als Ursache des unregelmäßigen Lichtwechsels werden große Konvektionszellen angenommen. Diese Annahme wird unterstützt durch die Beobachtung, dass die Lichtkurven dieser Sterne neben dem unregelmäßigen Lichtwechsel häufig auch einen zyklischen Anteil geringer Amplitude zeigen.

### Vorkommen in Sternkatalogen
Der General Catalogue of Variable Stars listet aktuell über 3000 Sterne mit dem Kürzel L, LB, und LC, womit etwas über 5 % aller Sterne in diesem Katalog zur Klasse der langsam unregelmäßig veränderlichen Sterne gezählt werden.

## Beispiele
- Aldebaran
- U Antliae
- Gamma Phoenicis
- Enif